# Stanisław Janewski
Stanisław Janewski (bułg. Станислав Яневски; ur. 16 maja 1985 w Sofii) – bułgarski aktor.
Zadebiutował na wielkim ekranie rola Wiktora Kruma w filmie Harry Potter i Czarze Ognia (2005). Powtórzył tę rolę w filmie Harry Potter i Insygnia Śmierci: Część I, lecz sceny z jego udziałem zostały usunięte.

## Filmografia
- 2005: Harry Potter i Czara Ognia (Harry Potter and the Goblet of Fire) jako Wiktor Krum
- 2007: Hostel 2 (Hostel: Part II) jako Mirosław
- 2010: Harry Potter i Insygnia Śmierci: Część I jako Wiktor Krum (sceny usunięte)
- 2011: Agent pod przykryciem jako Angeł „Galeto” Jakimow